# Джованні Горіа
Джованні Джузеппе Горіа (італ. Giovanni Giuseppe Goria; нар. 30 липня 1943, Асті, П'ємонт — пом. 21 травня 1994, там само) — італійський економіст і політик, Голова Ради Міністрів Італії (1987—1988).

## Політична кар'єра
1960 року він приєднався до Християнсько-демократичної партії. Вивчав економіку. Був членом ради провінції Асті, головою торгово-промислової палати, регіональним секретарем ХДП. 1976 року вперше увійшов до Палати депутатів.
Він був радником прем'єр-міністра з питань економіки, потім з 1981 року заступником у Міністерстві фінансів в уряді Джованні Спадоліні. Починаючи з 1982 року займав посаду міністра фінансів. 28 липня 1987 став на чолі коаліційного уряду (християнські демократи, соціалісти, соціал-демократи, ліберали і республіканці), який діяв до 13 квітня 1988.
1989 року він був обраний депутатом Європейського парламенту, входив до групи Європейської народної партії і очолював Комітет з політичних питань. 1991 року увійшов до Європарламенту, ставши міністром сільського господарства в уряді Джуліо Андреотті, а потім, після падіння уряду 1992 року, міністром фінансів в кабінеті на чолі з Джуліано Амато (до 1993). Він подав у відставку після звинувачень у корупції (хабарництві). У суді першої інстанції був частково виправданий у скоєні передбачуваних злочинів. 1994 року помер від раку легені до остаточного припинення його кримінальної справи.